# Monasterio de San Polo (Soria)
La antigua iglesia de San Polo es lo que queda del monasterio de la Orden del Temple que posee la ciudad de Soria (España).

## Historia
En la orilla izquierda del Duero, entre huertas, aparece el antiguo monasterio de San Polo, cuya construcción tradicionalmente se atribuye a la Orden del Temple, sin que haya documentación alguna que lo corrobore. Constituye, junto con los hospitalarios de San Juan de Duero, las dos órdenes militares que defendían el acceso principal a la ciudad, a la que hay que añadir la antigua iglesia de San Salvador de la misma ciudad, que perteneció a la Orden de Calatrava.
Fechado a comienzos del siglo XIII, se relaciona su origen con los templarios. Cuando a comienzos del siglo XIV se suprimió esta orden, el edificio pasó a formar parte del patrimonio de los caballeros hospitalarios de San Juan de Duero. En el siglo XVIII ya no tenía culto y es hoy vivienda particular.

## Descripción
Esta Iglesia se hizo en el siglo XIII en estilo románico y gótico. Tiene planta rectangular de una nave por la que pasa la propia carretera, a través de dos puertas enfrentadas que se comunican por un pasadizo abovedado.
Presenta dos fachadas, de similar configuración, con puertas de arco apuntado, entre ventanas de arco de medio punto, y un piso superior con una ventana central y saetera. Tiene tres portadas apuntadas, las principales en los muros norte y sur, decoradas con chambrana dentada y que dan acceso a la carretera, y otra más pequeña al sur, sobre jambas, da acceso al interior del templo. Además en el muro norte posee otra portada románica de arco de medio punto con dos arquivoltas lisas que da acceso al jardín.
Del antiguo monasterio se conserva restaurado el interior de la cabecera cuadrada de la iglesia. El ábside es rectangular de dos tramos, casi tan largo como la nave, con bóveda de crucería y arco triunfal de medio punto sobre semicolumnas con capiteles de palmeras. La iglesia primitiva de San Polo bien pudo ser reformada por los templarios a finales del siglo XII agregando éste ábside rectangular con bóvedas de crucería francesa, saeteras y un pequeño óculo de seis lóbulos ultrapasados de tradición mudéjar, entre dos ventanas aspilleradas.
Las paredes de la ermita del Monasterio de San Polo están cubiertas de vegetación, lo que presta al conjunto un incuestionable sabor de romanticismo. Por doquier encontramos restos románicos.
Gustavo Adolfo Bécquer situaría entre los muros y huertas de este monasterio la leyenda de “El Rayo de Luna”.